# Linnesjön (Hultsjö socken, Småland)
Linnesjön är en sjö i Sävsjö kommun i Småland och ingår i Emåns huvudavrinningsområde. Sjön är 13 meter djup, har en yta på 3,75 kvadratkilometer och befinner sig 222 meter över havet. Sjön avvattnas av vattendraget Emån. Vid provfiske har bland annat abborre, gädda, lake och mört fångats i sjön.

## Delavrinningsområde
Linnesjön ingår i det delavrinningsområde (635506-143661) som SMHI kallar för Utloppet av Linnesjön. Medelhöjden är 231 meter över havet och ytan är 16,12 kvadratkilometer. Det finns inga delavrinningsområden uppströms utan avrinningsområdet är högsta punkten. Emån som avvattnar avrinningsområdet har biflödesordning 2, vilket innebär att vattnet flödar genom totalt 2 vattendrag innan det når havet efter 218 kilometer. Delavrinningsområdet består mestadels av skog (43 procent) och jordbruk (16 procent). Avrinningsområdet har 3,72 kvadratkilometer vattenytor vilket ger det en sjöprocent på 23,1 procent.

## Fisk
Vid provfiske har följande fisk fångats i sjön:
- Abborre
- Gädda
- Lake
- Mört
- Sarv
- Sik
- Siklöja
- Sutare